# Laurent Gamet
لوران گامت (انگلیسی: Laurent Gamet; ۷ اوت ۱۹۷۳) یک دانشگاهی و وکیل فرانسوی است. کار او بر قانون کار تطبیقی، به ویژه با قوانین ایتالیا و همچنین قوانین کشورهای غرب آفریقا، مانند سنگال یا ساحل عاج، تمرکز دارد.
او استاد دانشگاه در دانشگاه پاریس است، جایی که رئیس دانشکده حقوق و رئیس بخش حقوق اجتماعی انجمن حقوقی مهم فرانسه است.